# Edwin Soi
Edwin Cheruiyot Soi (Kericho, 3 marzo 1986) è un mezzofondista keniota.

## Biografia
Vanta due ori e due argenti alla World Athletics Final (nel 2007 fu primo nei 3000 m e nei 5000 m, l'anno precedente sulle stesse distanze era stato due volte secondo), e due ori a squadre ai campionati del mondo di corsa campestre (2006 e 2007).
La medaglia più prestigiosa è il bronzo olimpico sui 5000 m piani a Pechino 2008. Tra le altre vittorie, vanta un primo posto alla BOclassic nel 2007, 2008, 2009 e 2011 ed al Campaccio nel 2008.

## Palmarès
| Anno | Manifestazione      | Sede     | Evento        | Risultato | Prestazione | Note                                     |
| ---- | ------------------- | -------- | ------------- | --------- | ----------- | ---------------------------------------- |
| 2008 | Mondiali indoor     | Valencia | 3000 m piani  | 4º        | 7'51"60     |                                          |
| 2008 | Giochi olimpici     | Pechino  | 5000 m piani  | Bronzo    | 13'06"22    | Miglior prestazione personale stagionale |
| 2010 | Campionati africani | Nairobi  | 5000 m piani  | Oro       | 13'30"46    | Miglior prestazione personale stagionale |
| 2012 | Mondiali indoor     | Istanbul | 3000 m piani  | Bronzo    | 7'41"78     |                                          |
| 2012 | Giochi olimpici     | Londra   | 5000 m piani  | Batteria  | 13'27"06    |                                          |
| 2013 | Mondiali            | Mosca    | 5000 m piani  | 5º        | 13'29"01    |                                          |
| 2015 | Mondiali            | Pechino  | 5000 m piani  | 10º       | 13'59"02    |                                          |
| 2019 | Giochi panafricani  | Rabat    | 10000 m piani | 4º        | 28'05"70    |                                          |

## Campionati nazionali
2019
- 6º ai campionati kenioti, 10000 m piani - 28'07"20

2025
- Argento ai campionati kenioti, 10000 m piani - 28'29"19

## Altre competizioni internazionali
2006
- Argento alla World Athletics Final ( Stoccarda), 3000 m piani - 7'39"25
- Argento alla World Athletics Final ( Stoccarda), 5000 m piani - 13'49"45
- Oro al Giro Media Blenio ( Dongio) - 28'27"

2007
- Oro alla World Athletics Final ( Stoccarda), 3000 m piani - 7'48"81
- Oro alla World Athletics Final ( Stoccarda), 5000 m piani - 13'38"16
- Oro all'Athletissima ( Losanna), 5000 m piani - 13'10"21
- Oro al Giro Media Blenio ( Dongio) - 28'24"
- Oro alla BOclassic ( Bolzano)

2008
- Argento alla World Athletics Final ( Stoccarda), 3000 m piani - 8'03"55
- Oro alla World Athletics Final ( Stoccarda), 5000 m piani - 13'22"81
- Oro al Meeting Gaz de France ( Parigi), 3000 m - 7'36"31
- Oro al Giro Media Blenio ( Dongio) - 28'59"
- Oro al Campaccio ( San Giorgio su Legnano) - 29'46"
- Oro alla BOclassic ( Bolzano)
- Oro al Memorial Peppe Greco ( Scicli) - 28'57"

2009
- Bronzo alla World Athletics Final ( Salonicco), 5000 m piani - 13'29"76
- Argento al Weltklasse Zürich ( Zurigo), 5000 m - 12'55"03
- Oro al Giro al Sas ( Trento) - 29'25"
- Oro alla BOclassic ( Bolzano) - 28'45"
- Oro al Memorial Peppe Greco ( Scicli) - 29'01"

2010
- Bronzo alla BOclassic ( Bolzano) - 28'42"
- Oro al Giro al Sas ( Trento) - 28'46"
- Oro al Memorial Peppe Greco ( Scicli) - 29'17"

2011
- Oro alla BOclassic ( Bolzano) - 28'17"
- Oro al Giro al Sas ( Trento) - 29'17"
- Argento al Memorial Peppe Greco ( Scicli) - 28'41"

2012
- Oro al Giro Media Blenio ( Dongio) - 28'31"
- Oro al Campaccio ( San Giorgio su Legnano) - 29'13"
- Oro al Giro al Sas ( Trento) - 28'43"

2013
- Oro al Giro al Sas ( Trento) - 29'01"
- 7º alla BOclassic ( Bolzano) - 30'01"
- 4º al Memorial Peppe Greco ( Scicli) - 29'41"

2014
- 4º al Giro Media Blenio ( Dongio) - 28'42"
- 5º alla BOclassic ( Bolzano) - 29'27"
- 6º al Giro al Sas ( Trento) - 29'25"

2015
- Argento al Giro al Sas ( Trento) - 29'11"

2016
- 6º al Giro al Sas ( Trento) - 29'32"

2019
- 18º alla Mezza maratona di Lisbona ( Lisbona) - 1h01'25"
- 14º alla Mezza maratona di Valencia ( Valencia) - 1h00'58"

2020
- 6º alla Maratona di Istanbul ( Istanbul) - 2h14'52"

2022
- 6º alla Maratona di Vienna ( Vienna) - 2h09'10"